# Robert Fortune

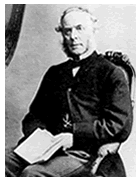
Robert Fortune

Robert Fortune (* 16. September 1812 in Blackadder Town, Berwickshire; † 13. April 1880 in Brompton, London) war ein schottischer Gärtner und Forschungsreisender. Sein offizielles botanisches Autorenkürzel lautet „Fortune“.

## Leben und Wirken
Von 1846 bis 1848 war Fortune Obergärtner im Chelsea Physic Garden.

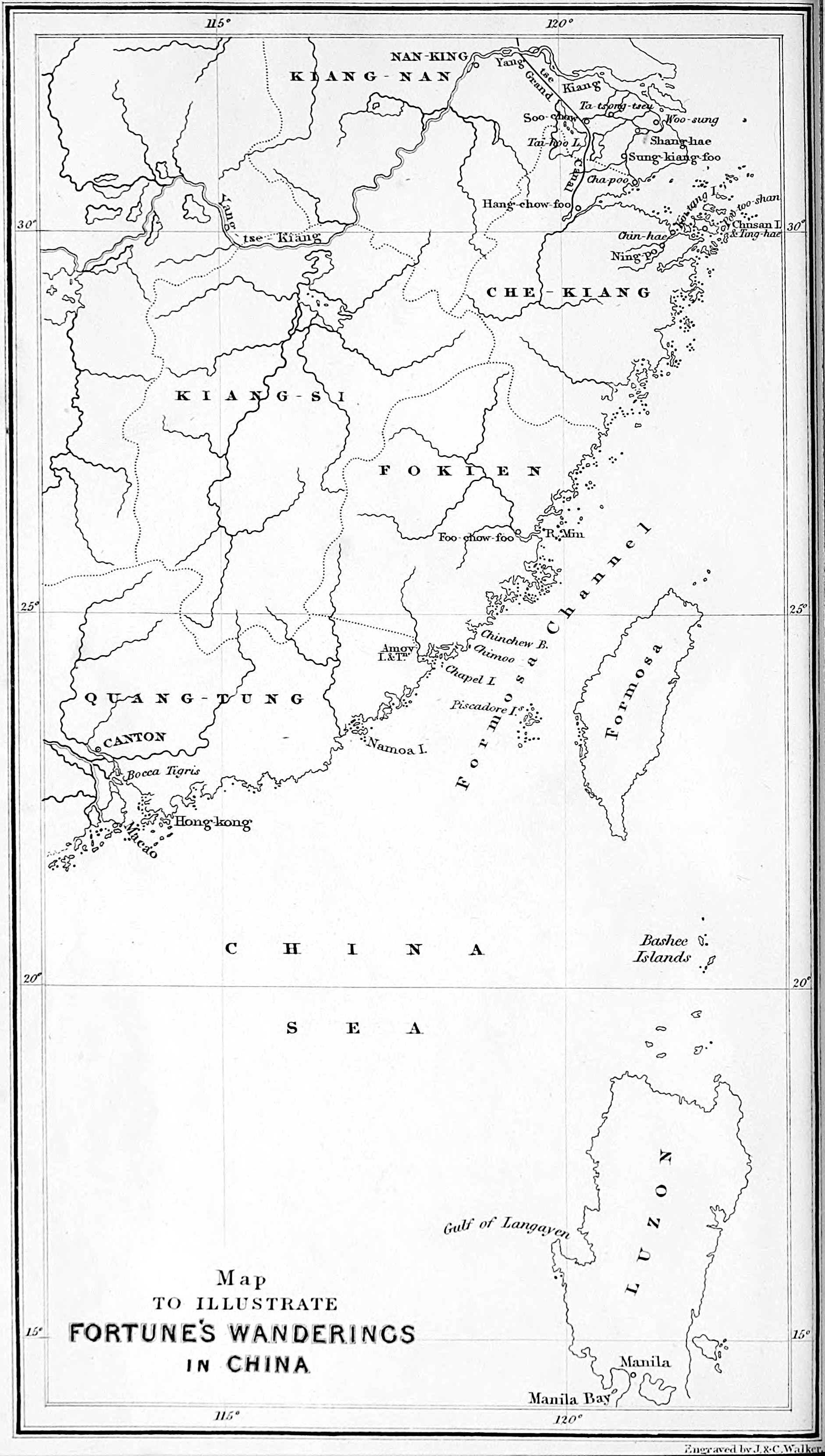
Karte von Fortune’s Wanderungen in China

Er sammelte auf insgesamt vier Reisen in Ostasien Pflanzen. Die erste Reise erfolgte im Auftrag der Royal Horticultural Society; die zweite und dritte Reise unternahm er im Auftrag der British East India Company. Seine vierte Reise führte er im Auftrag des amerikanischen Landwirtschaftsministeriums durch, das ebenfalls an Teepflanzen aus China interessiert war.
Fortune führte die Teepflanze in Indien ein, nachdem er sie illegal aus China ausgeführt, also geschmuggelt hatte. Neben den Teepflanzen verbreitete Robert Fortune die Chinesische Hanfpalme (Trachycarpus fortunei) nicht nur in England, sondern auch im Himalaya, überall dort, wo heute auch Tee angebaut wird (Kumaon, Darjeeling, Assam). Sie ist nach ihm benannt.

## Dedikationsnamen
Ihm zu Ehren wurden die Pflanzengattungen
- Fortunearia Rehd. & Wils. der Familie der Zaubernussgewächse (Hamamelidaceae)
- Fortunella Swingle der Familie der Rautengewächse (Rutaceae)
- Fortunaea Lindl. der Familie der Walnussgewächse (Juglandaceae)

benannt.

## Werke
- Three years wanderings in the northern provinces of China. 1847, Deutsch: Dreijährige Wanderungen in den Nord-Provinzen von China. Nach der 2. Auflage aus dem Englischen übersetzt von Ernst August Wilhelm Himly, Vandenhoeck & Ruprecht, Göttingen 1853.
- A Journey to the Tea Countries of China; Sung-lo and the Bohea Hills; with a Short Notice of the East India Company's Tea Plantations in the Himalaya Mountains. John Murray, London 1852.
- Two visits to the tea countries of China and the British tea plantations in the Himalaya; With a narrative of adventures, and a full description of the culture of the tea plant, the agriculture, horticulture, and botany of China. John Murray, London 1853.
- A Residence Among the Chinese; Inland, On the Coast and at Sea; being a Narrative of Scenes and Adventures During a Third Visit to China from 1853 to 1856, including Notices of Many Natural Productions and Works of Art, the Culture of Silk, &c. John Murray, London 1857.
- Yedo and Peking; A Narrative of a Journey to the Capitals of Japan and China, with Notices of the Natural Productions, Agriculture, Horticulture and Trade of those Countries and Other Things Met with By the Way. John Murray, London 1863.